# Noonday
Noonday és una població dels Estats Units a l'estat de Texas. Segons el cens del 2000 tenia 515 habitants.

## Demografia
Segons el cens del 2000, Noonday tenia 515 habitants, 206 habitatges, i 152 famílies. La densitat de població era de 99,9 habitants/km².
Dels 206 habitatges en un 29,6% hi vivien nens de menys de 18 anys, en un 66,5% hi vivien parelles casades, en un 5,8% dones solteres, i en un 26,2% no eren unitats familiars. En el 21,4% dels habitatges hi vivien persones soles el 10,7% de les quals corresponia a persones de 65 anys o més que vivien soles. El nombre mitjà de persones vivint en cada habitatge era de 2,5 i el nombre mitjà de persones que vivien en cada família era de 2,93.
Per edats la població es repartia de la següent manera: un 25% tenia menys de 18 anys, un 4,5% entre 18 i 24, un 30,5% entre 25 i 44, un 25,8% de 45 a 60 i un 14,2% 65 anys o més.
L'edat mediana era de 39 anys. Per cada 100 dones de 18 o més anys hi havia 89,2 homes.
La renda mediana per habitatge era de 51.625 $ i la renda mediana per família de 58.929 $. Els homes tenien una renda mediana de 38.438 $ mentre que les dones 23.036 $. La renda per capita de la població era de 20.594 $. Aproximadament el 4,6% de les famílies i el 8,5% de la població estaven per davall del llindar de pobresa.

## Poblacions més properes
El següent diagrama mostra les poblacions més properes.